# Ignacio Arce
Ignacio Mauricio Jesús Arce (Paraná, 8 aprile 1992) è un calciatore argentino, portiere del Dep. Riestra.

## Carriera
Cresciuto nelle giovanili dell'Unión (SF), ha esordito in prima squadra il 25 settembre 2010 in occasione del match di campionato perso 2-0 contro il Patronato.

## Statistiche

### Presenze e reti nei club
Statistiche aggiornate al 4 giugno 2018.
| Stagione           | Squadra            | Campionato         | Campionato | Campionato | Coppe nazionali | Coppe nazionali | Coppe nazionali | Coppe continentali | Coppe continentali | Coppe continentali | Altre coppe | Altre coppe | Altre coppe | Totale | Totale | Totale |
| Stagione           | Squadra            | Comp               | Pres       | Reti       | Comp            | Pres            | Reti            | Comp               | Pres               | Reti               | Comp        | Pres        | Reti        | Pres   | Reti   |        |
| ------------------ | ------------------ | ------------------ | ---------- | ---------- | --------------- | --------------- | --------------- | ------------------ | ------------------ | ------------------ | ----------- | ----------- | ----------- | ------ | ------ | ------ |
| 2010-2011          | Unión (SF)         | BN                 | 1          | -2         | CA              | 0               | 0               |                    | -                  | -                  |             | -           | -           | 1      | -2     |        |
| 2011-2012          | Unión (SF)         | PD                 | 0          | 0          | CA              | 0               | 0               |                    | -                  | -                  |             | -           | -           | 0      | 0      |        |
| 2012-2013          | Dep. Merlo         | BN                 | 4          | -10        | CA              | 0               | 0               |                    | -                  | -                  |             | -           | -           | 4      | -10    |        |
| 2013-2014          | Unión (SF)         | BN                 | 3          | -3         | CA              | 1               | 0               |                    | -                  | -                  |             | -           | -           | 4      | -3     |        |
| 2014-2015          | Atlético Paraná    | TA                 | 19         | -17        | CA              | 0               | 0               |                    | -                  | -                  |             | -           | -           | 19     | -17    |        |
| 2015               | Atlético Paraná    | BN                 | 39         | -43        | CA              | 0               | 0               |                    | -                  | -                  |             | -           | -           | 39     | -43    |        |
| Totale Atl. Paraná | Totale Atl. Paraná | Totale Atl. Paraná | 58         | -60        |                 | 0               | 0               |                    | -                  | -                  |             | -           | -           | 58     | -60    |        |
| 2016               | Crucero (M)        | BN                 | 7          | -6         | CA              | 1               | 0               |                    | -                  | -                  |             | -           | -           | 8      | -6     |        |
| 2016-2017          | Crucero (M)        | BN                 | 42         | -44        | CA              | 0               | 0               |                    | -                  | -                  |             | -           | -           | 42     | -44    |        |
| Totale Crucero     | Totale Crucero     | Totale Crucero     | 49         | -50        |                 | 1               | 0               |                    | -                  | -                  |             | -           | -           | 50     | -50    |        |
| 2017-2018          | San Martín (T)     | BN                 | 29         | -26        | CA              | 0               | 0               |                    | -                  | -                  |             | -           | -           | 29     | -26    |        |
| Totale carriera    | Totale carriera    | Totale carriera    | 144        | -151       |                 | 2               | 0               |                    | -                  | -                  |             | -           | -           | 146    | -151   |        |